# 미션 투 마스
《미션 투 마스》(Mission To Mars)는 미국에서 제작된 브라이언 드 팔마 감독의 2000년 SF, 스릴러, 액션, 드라마 영화이다. 게리 시나이즈 등이 주연으로 출연하였고 톰 제이콥슨 등이 제작에 참여하였다.

## 출연

### 주연
- 게리 시나이즈

### 조연
- 돈 치들
- 코니 닐슨
- 제리 오코넬
- 킴 델러니
- 팀 로빈스

## 기타
- 공동제작: 데이빗 S. 고이어
- 공동제작: 저스티스 그린
- 공동제작: 짐 웨다
- 미술: 에드 버렉스
- 특수효과: 호잇 이트맨
- 특수효과: 존 크놀
- 의상: 소냐 밀코빅 헤이스
- Ass-PD: 테드 탤리
- 배역: 데니즈 채미언
- 배역: 스투어트 아이킨스